# Palmair
Palmair era un tour operator britannico con sede a Bournemouth nel Regno Unito, che offriva voli di linea e charter per conto di Bath Travel. La sua base principale è l'Aeroporto di Bournemouth. I voli Palmair venivano operati da Astraeus Airlines ma come Palmair. Dal 2011 le operazioni come vettore aereo sono state sospese.
La società detiene una licenza del Regno Unito per l'aviazione civile Air Travel Organiser's. (ATOL0003)

## Storia

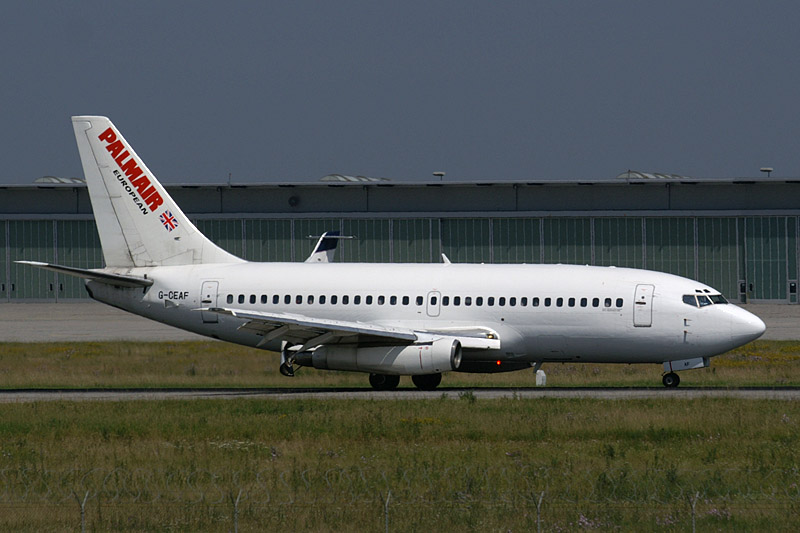
Boeing 737-200 di Palmair con la livrea precedente

Il primo Charter Palmair ha avuto luogo nel 1958 con un unico volo per Palma seguito l'anno dopo da 2 voli. Negli anni successivi il numero di voli è aumentato ed è stato ampliato ad una gamma di destinazioni con aeromobili noleggiate da diverse compagnie aeree.
Nel 1993 la società ha costituito la propria compagnia aerea, Palmair Flightline, con un aeromobile BAe 146. Fino all'inverno 1999 i servizi erano operati da Flightline con un unico BAe 146-300. Nel 2003 Palmair ha trasportato 75.000 passeggeri. Nel 2004 la società ha operato voli di linea verso dieci aeroporti europei, e gite di un giorno verso 25 città europee. 
Il 22 dicembre 2006, il fondatore, Peter Bath, è morto all'età di 79 anni.
Nell'inverno 2008/2009, i voli Palmair sono stati operati da Jet2.com utilizzando un Boeing 737-300.
Il 9 maggio 2009, Palmair ha ripreso i voli con un aeromobile Boeing 737-500 gestito da Astraeus Airlines.

## Premi

### 2003
La rivista britannica Which? ha pubblicato i risultati di un sondaggio tra 20.000 passeggeri del trasporto aereo del Regno Unito, dimostrando che Palmair era la compagnia aerea più votata del Regno Unito. 

### 2008
Palmair è stata menzionata su BBC World's Fast Track, il 26 giugno 2008, come una delle quattro migliori compagnie aeree del mondo per la rivista Which? La compagnia è stata scelta come la migliore nel corto raggio mentre nella classifica generale è risultata al terzo posto con Air New Zealand in un confronto a cui prendevano parte 70 compagnie da tutto il mondo.
David Skillicorn, amministratore delegato di Palmair, si è detto entusiasta. Ha detto: "Siamo solo la piccola Palmair con un piccolo Boeing 737 ma abbiamo battuto compagnie del calibro di Virgin Atlantic e British Airways. Singapore Airlines ha 100 aerei tra cui l'A380, che è il più grande aereo in servizio, e offre massaggi DVD a bordo, tutto ciò che noi possiamo offrire è la scelta tra tè e caffè - ecco perché mi sento lusingato. Arrivare terzi in questo sondaggio è un risultato stupefacente."

## Livrea
Con l'inizio del servizio del Boeing 737-500 di Astraeus, la compagnia aerea ha utilizzato una nuova livrea, presentata durante una cerimonia in un hangar presso l'aeroporto di Bournemouth. Oltre 300 erano presenti per la presentazione della nuova livrea e dell'aeromobile che è stato chiamato The Spirit of Peter Bath (il fondatore della Palmair). La nuova livrea presenta una scritta Palmair a caratteri cubitali lungo la fusoliera e sulla coda, la Union Jack e il nuovo sito web della compagnia  'flypalmair.co.uk'.

## Flotta
La flotta Palmair nel 2011 era composta dal seguente aeromobile:
- 1 Boeing 737-500

### Aerei precedenti
- Boeing 737-200Adv[5]